# Сога (река, впадает в Рыбинское водохранилище)

Бассейн Рыбинского водохранилища и Белого озера

Со́га — река в Ярославской области России, впадает в залив реки Согожа Рыбинского водохранилища в 12 км от устья по левому берегу. До строительства водохранилища впадала в Согожу. Длина реки составляет 64 км. Площадь водосборного бассейна — 579 км².
Начинается около деревни Старое Село на восточной окраине болота Новленское. Впадает в залив реки Согожа на высоте 102 м над уровнем моря в городе Пошехонье.
Притоки: Цыня, Иней, Томша — левые.

## Данные водного реестра
По данным государственного водного реестра России относится к Верхневолжскому бассейновому округу, водохозяйственный участок реки — Рыбинское водохранилище до Рыбинского гидроузла и впадающие в него реки, без рек Молога, Суда и Шексна от истока до Шекснинского гидроузла, речной подбассейн реки — Реки бассейна Рыбинского водохранилища. Речной бассейн реки — (Верхняя) Волга до Куйбышевского водохранилища (без бассейна Оки).
Код объекта в государственном водном реестре — 08010200412110000010010.

## Список рек бассейна Соги
Систематический перечень рек бассейна. Формирование перечня проходило по принципу: река — приток реки — приток притока и так далее. Порядок притоков отсчитывается от истока к устью (→ левый приток, ← правый приток):
- → Цыня (в верховьях Цынька);
  - → Страховской;
- → Солмас;
- → Иней;
  - → Мережка;
- ← Корениха;
  - → Кобылий;
- → Томша;
- → Исаковка[5][7].